# Delincourt
Delincourt település Franciaországban, Oise megyében. Lakosainak száma 533 fő (2022. január 1.). Delincourt Boubiers, Chambors, Chaumont-en-Vexin, Lattainville, Montjavoult, Reilly, Serans és Trie-Château községekkel határos.

## Népesség
A település népességének változása:
| Lakosok száma | 493  | 485  | 492  | 473  | 487  | 500  | 514  | 520  | 533  |
|               | 2013 | 2015 | 2016 | 2017 | 2018 | 2019 | 2020 | 2021 | 2022 |